# Margaret Kennedy

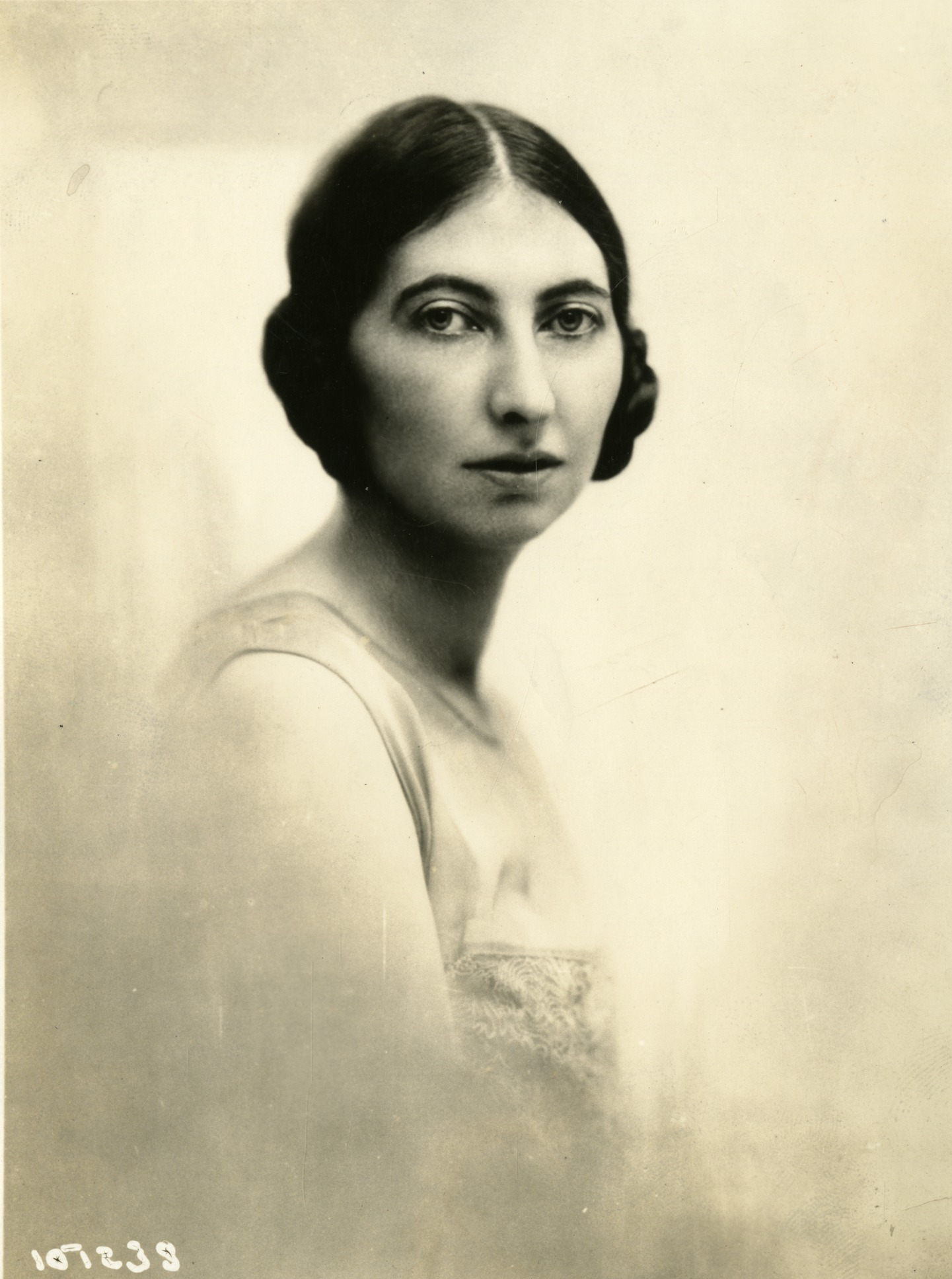
Margaret Kennedy (o. J.)

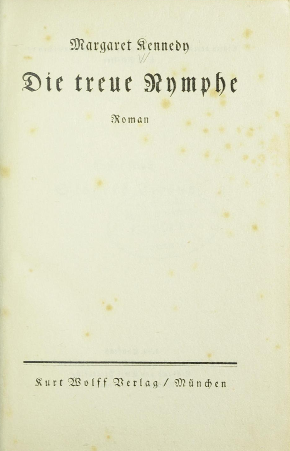
Die treue Nymphe (1925)

Margaret Kennedy (geboren 23. April 1896 in London; gestorben 31. Juli 1967 in Adderbury) war eine britische Roman- und Theater- sowie Drehbuchautorin.

## Leben
Margaret Kennedy wurde als erstes von vier Kindern eines Barristers im großbürgerlichen London geboren. Sie besuchte das Cheltenham Ladies’ College und studierte ab 1915 Geschichte  am Somerville College  der Universität Oxford. 1925 heiratete sie den Barrister David Davies (1889–1964), und sie hatten drei Kinder. Die Tochter Julia Birley und die Enkelin Serena Mackesy wurden ebenfalls Schriftstellerinnen. Ein Cousin ihres Vaters war der Autor Joyce Cary.
Kennedys erster Roman The Ladies of Lyndon erschien 1923. Für ihren zweiten Roman Die treue Nymphe schrieb sie mit Basil Dean eine Theaterfassung, die sich 1926 zu einem Kassenschlager an dem  Londoner West-End New Theatre entwickelte und schon in der ersten Saison es auf 148 Aufführungen brachte. In der Premierenbesetzung waren Noël Coward and Edna Best. In den bis 1933 wechselnden Besetzungen holte sich auch John Gielgud erste Bühnenerfolge. Kennedy schrieb drei weitere Co-Produktionen für die Bühne. Ihr Theaterstück Die treue Nymphe wurde erstmals 1928 als Stummfilm verfilmt, danach 1933 als Tonfilm und erneut 1943, ebenfalls unter dem Titel The Constant Nymph, deutsch Liebesleid, mit Joan Fontaine als verliebtem Teenager.
Die Bühnenfassung Escape Me Never des Romans The Fool of the Family wurde unter demselben Titel zweimal, 1935 mit Elisabeth Bergner, und 1947 mit Ida Lupino und der Musik von Erich Wolfgang Korngold, verfilmt. Bergner hatte 1934 auch schon in der Uraufführung auf der Bühne des Apollo Theaters gestanden. Die deutsche Synchronisation des Filmmelodrams mit der Bergner wurde 1982 unter dem Titel  Verlaß mich niemals wieder im ZDF gezeigt.

Kennedy war auch an den Drehbüchern zu The Old Curiosity Shop (1934), zu dem Mozart-Film Whom the Gods Love (1936) sowie zu Träumende Augen (Dreaming Lips) (1937) und Return to Yesterday (1940) beteiligt. Mehrere ihrer Werke dienten als Vorlage für Verfilmungen.
Kennedy schrieb ca. 20 Romane. Ihr Roman Troy Chimneys erhielt 1953 den James Tait Black Memorial Prize. Kennedy schrieb eine Biografie über Jane Austen und den Essay  Outlaws on Parnassus zur Literaturtheorie.
Vor dem Zweiten Weltkrieg erschienen die für den Export vorgesehenen englischen Buchausgaben als Paperback beim Bernhard Tauchnitz-Verlag in Leipzig.

## Werke (Auswahl)
In deutscher Übersetzung
- The Constant Nymph. Roman. London: Heinemann, 1924; Leipzig: Tauchnitz
  - Die treue Nymphe. Übersetzung E. L. Schiffer. München: K. Wolff, 1925 [Die jungfräuliche Liebe]
- Red Sky at Morning. Roman. London: Heinemann, 1927
  - Zuflucht. Übersetzung Edith Lotte Schiffer. Hamburg: Gebr. Enoch, 1929
  - Falscher Glanz. Übersetzung Maria Sander. Ffm: Schöffling, 2025, ISBN 978 3 89561 443 9
- Together and apart. Roman. London: Cassell, 1936.
  - Die englische Scheidung. Übersetzung Petra Post und Andrea von Struve. Ffm: Schöffling, 2023. ISBN 978 3 89561 869 7
- The Feast. Roman. London: Cassell, 1950
  - Das Fest. Übersetzung Sigrid Kirkhov.  Bern: Scherz, 1951
  - Das Fest. Übersetzung Mirjam Madlung.  Ffm: Schöffling, 2023, ISBN 978 3 89561 079 0
- Lucy Carmichael. Roman. London: Macmillan, 1951
  - Lucy Carmichael. Übersetzung Gertrud Müller.  Zürich: Schweizer Druck- u. Verlagshaus, 1953
- Troy Chimneys. Roman. London: Macmillan, 1953
  - Zwei Seelen. Übersetzung Edmund Th. Kauer. Wien: Zsolnay, 1955
- The Oracles. Roman. London: Macmillan, 1955
  - Gottes Finger. Übersetzung Edmund Th. Kauer. Hamburg: Zsolnay, 1956

nonfiction
- Jane Austen. London: Barker, 1950
- The Outlaws on Parnassus. On the art of the novel. London: Cresset Press, 1958
- Not in the Calendar. The Story of a Friendship. London: Macmillan, 1964

## Verfilmungen (Auswahl)
Literarische Vorlage
- 1935: Verlaß mich niemals wieder (Escape me never)
- 1943: Liebesleid (The Constant Nymph)

Drehbuch
- 1934: Little Friend
- 1939: Träumende Augen (Dreaming Lips)
- 1943: Der Herr in Grau (The Man in Grey)
- 1947: Das rettende Lied (Take my Life)